# Dub srpovitý
Dub srpovitý (Quercus falcata) je opadavý strom dorůstající asi 30 metrů. Pochází z jihovýchodu USA a v Česku je poměrně zřídka pěstován jako parková dřevina.

## Popis
Dub srpovitý je opadavý strom dorůstající výšky okolo 30 metrů. Koruna je mohutná, rozložitá, řídká, v horní části protáhle polokulovitá. Borka je tmavě hnědá až černá, úzce podélně rozpukaná. Letorosty jsou silné, v mládí rezavě hnědě chlupaté. Koncové pupeny jsou červenavě hnědé, vejcovité, 4 až 8 mm dlouhé, pýřité. Listy jsou vejčité až eliptické nebo obvejčité, 10 až 30 cm dlouhé a 6 až 16 cm široké. Báze listů je zaoblená nebo ve tvaru U. Čepel listů má 3 až 7 hlubokých chobotnatých odstávajících laloků a na okraji 6 až 20 zubů zakončených osinou. Laloky jsou často srpovitě zahnuté. Koncový lalok bývá zašpičatělý a delší než postranní laloky. Řapík bývá 2 až 6 cm dlouhý. Listy jsou na líci tmavě zelené, lesklé, lysé nebo jen podél hlavní žilky pýřité, na rubu žlutohnědě, šedě až hnědavě chlupaté. Na podzim se na rozdíl od ostatních podobných tzv. červených dubů nezbarvují do červena. Žaludy zrají druhým rokem, jsou jednotlivé, krátce stopkaté, téměř kulovité, 9 až 16 mm dlouhé a 8 až 15 mm široké, do 1/3 až 1/2 kryté pohárkovitou až miskovitou a na vnitřní straně chlupatou číškou.

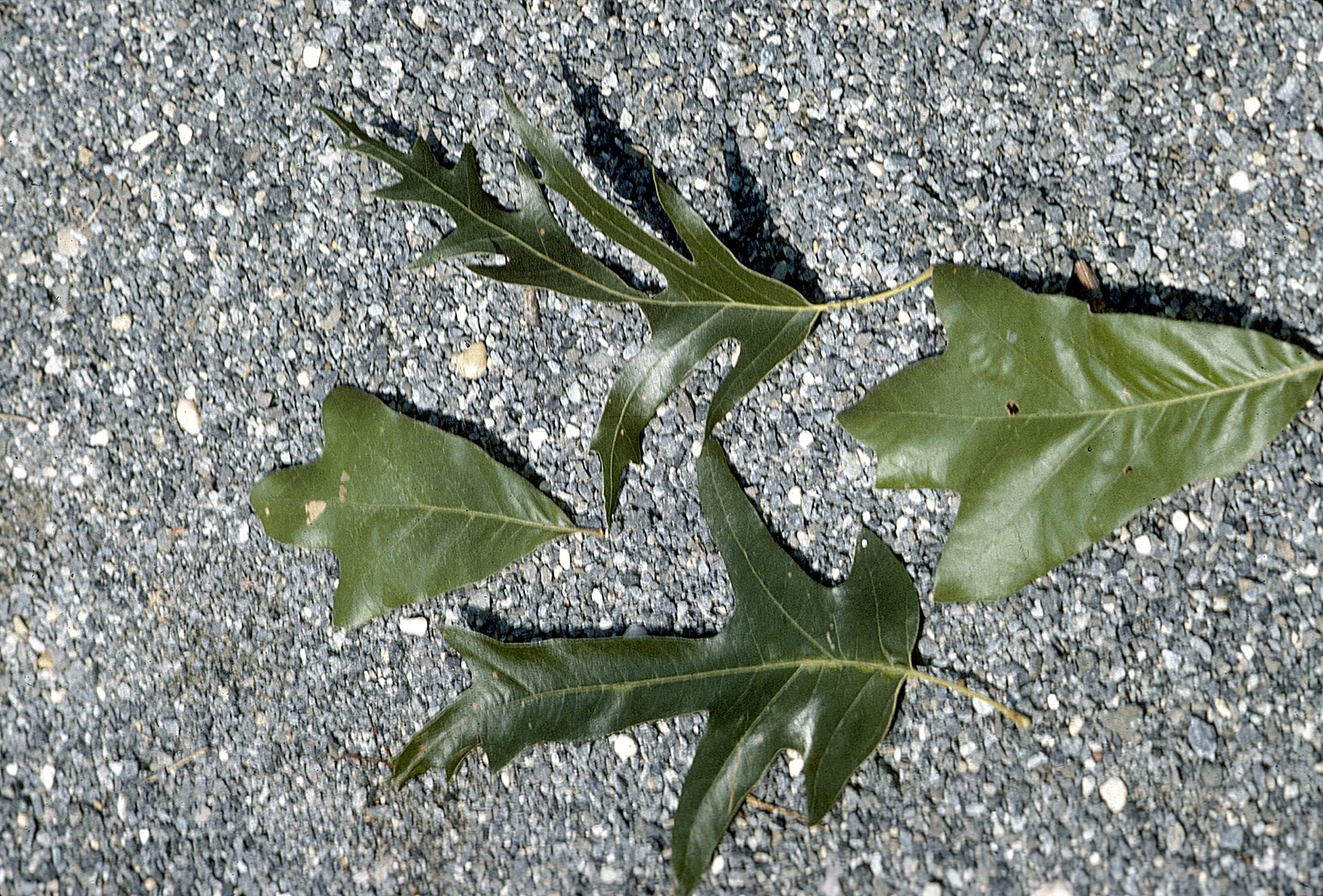
Listy dubu srpovitého
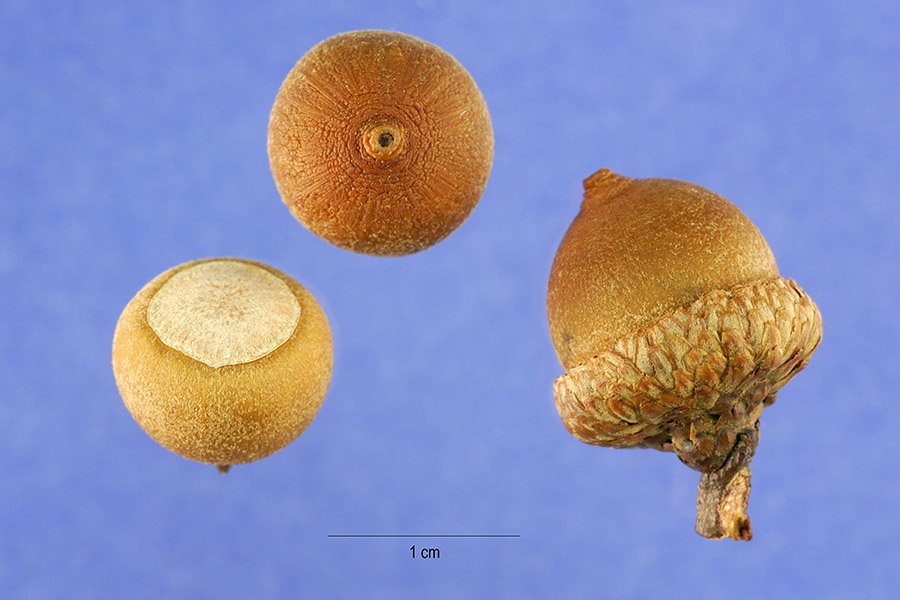
Žaludy dubu srpovitého
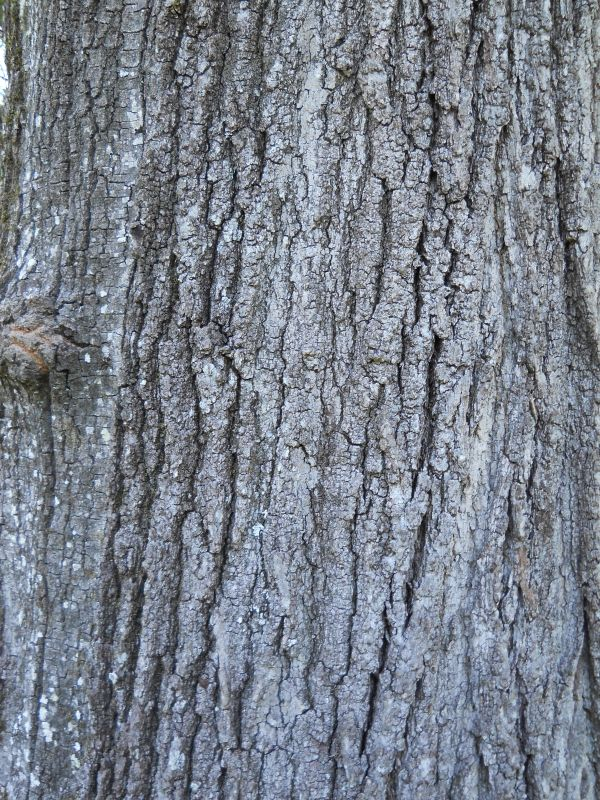
Borka dubu srpovitého

## Rozšíření
Dub srpovitý pochází z jihovýchodních oblastí USA. Roste v nadmořských výškách do 750 metrů. Vyhledává suché, kyselé půdy, často i chudé živinami nebo jílovité.
V oblastech společného výskytu se dub srpovitý kříží s některými jinými duby, např. s dubem cesmínolistým (Quercus ilicifolia), dubem celokrajným (Q. imbricaria), dubem černým (Q. nigra), dubem vrbolistým (Q. phellos), dubem sametovým (Q. velutina), dubem marylandským (Q. marilandica) a s duby Q. shumardii, Q. haemisphaerica, Q. incana, Q. laevis a Q. laurifolia.

## Význam
Severoameričtí indiáni používali dub srpovitý při ošetřování různých onemocnění, jako je chronická úplavice, afty, horečky, astma a podobně, a jako antiseptikum, tonikum a emetikum.
Do Evropy byl tento dub zaveden v roce 1763. V Česku je zřídka pěstován jako parkový strom, uváděn je např. z Průhonického parku, kde je vysazen v druhé části parku, nazývané Obora.